# Parada Kilómetro 34
Kilómetro 34 es una estación ferroviaria ubicada en el partido de Lomas de Zamora, Provincia de Buenos Aires, Argentina. También es conocida como la estación-basural. 

## Servicios
Forma parte de la Línea General Roca, siendo una parada del servicio diésel metropolitano que se presta entre las estaciones Haedo y Temperley.
Los servicios son prestados por la empresa Trenes Argentinos Operadora Ferroviaria.